# پراکنش گسسته

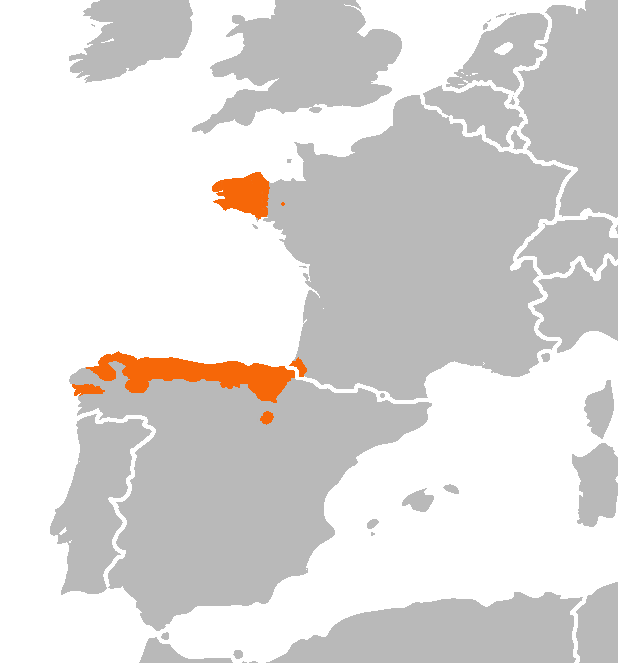
زیستگاه حلزون کمپرنمونه‌ای از یک پراکنش گسسته است.

در زیست‌شناسی، آرایه با پراکنش گسسته (انگلیسی: Disjunct distribution) یا پراکنش متقطع به آرایه‌ای گفته می‌شود که دارای دو یا چند گروه مرتبط است اما از نظر جغرافیایی در فواصل قابل توجه از هم قرار گرفته‌اند.
دلیل این نوع پراکنش گوناگون است و ممکن است نتیجه وسعت‌یابی یا وسعت‌کاهی زیستگاه پیشین یک گونه گیاهی یا جانوری باشد.